# エスエスイーアール・オーガニゼーション
エスエスイーアール・オーガニゼーション（略称SSER）は、日本に拠点を置き主に二輪を中心としたモーターサイクル・スポーツのイベントを主催する団体である。

## 概要
愛媛県松山市に拠点を置いていたが、2008年4月に愛媛県東温市に移転（代表：山田徹）。
1985年より活動を開始し、主に四国において二輪車を中心としたラリーのイベント・競技会を開催する。ラリー・モンゴリアのような海外での競技会の主催もする。また、不定期ではあるが、海外の大イベント（例：ダカール・ラリー）への参加もしている。通常は一般の各種イベントやそのトータル・コーディネイト、デザイン関係の業務もおこなっている。通常は所属員のみでの対応であるが、ラリー等の大きなイベン
トを開催する際は、全国よりボランティアを募り各大会毎に組織を作り大会運営をおこなっている。
略称のSSERは、四国・スーパー・エンデューロ・ラリーの略称である。

### 歴史
- 1985年4月 SSER実行委員会設立
- 1985年9月 初のイベント「四国スーパーエンデューロラリー」を開催
- 1988年1月 初の海外イベント参戦（第10回パリ・ダカール・ラリー）
- 1989年4月 競技域を四国全域とする大イベントツールドブルーアイランド・ラリーを開催
- 1990年10月 SSERグループ-Nを開催
- 1992年9月 パリ・モスクワ・北京・ラリーに参戦
- 1994年 ラリーレイド・モンゴルの開催を発表、国際自動車連盟（FIA）への競技申請もあるため組織を法人化
- 1995年7月 第1回ラリーレイド・モンゴル開催
- 2002年5月 ツール・ド・ニッポン開催、ラリーレイド・モンゴルは第8回大会をもって終了
- 2005年8月 北京・ウランバートル・ラリー開催
- 2008年8月 かつてのラリーレイド・モンゴルがラリー・モンゴリアと名称を改め再開

### 主な主催大会の概要と開催履歴
- 「四国スーパーエンデューロラリー」

概要
SSERの名称の発端ともなった競技会。二日間にわたり主に山中の一般道を閉鎖してタイムを計測し、その速さを競う。タイム計測区間はSS（エスエス）と呼ばれる。SSは期間中10～15箇所用意される。競技が夜半にわたる事がほとんどである。SSの距離は数km～十数kmにおよび、一般の未舗装路から林間の遊歩道のような一本道、天候によっては難易度があがる泥濘路など様々である。エキスパート・ライダーに非常に人気。二輪車のみ参加可能。
開催履歴
1985年9月：第1回 四国スーパーエンデューロラリー　 2日間
1986年9月：第2回 四国スーパーエンデューロラリー　 2日間
1987年9月：第3回 四国スーパーエンデューロラリー　 2日間
1988年8月：第4回 四国スーパーエンデューロラリー　 2日間
1989年8月：第5回 四国スーパーエンデューロラリー　 2日間
1990年8月：第6回 四国スーパーエンデューロラリー　 2日間
1991年8月：第7回 四国スーパーエンデューロラリー　 2日間
1992年7月：第8回 四国スーパーエンデューロラリー　 2日間
1993年7月：第9回 四国スーパーエンデューロラリー　 2日間
1994年7月：第10回 四国スーパーエンデューロラリー　 2日間
1995年9月：第11回 四国スーパーエンデューロラリー　 2日間
1996年10月：第12回 四国スーパーエンデューロラリー　 2日間
1997年8月：第13回 四国スーパーエンデューロラリー　 2日間
1998年7月：第14回 四国スーパーエンデューロラリー　 2日間
1999年7月：第15回 四国スーパーエンデューロラリー　 2日間
2000年7月：第16回 梼原2デイズエンデューロ
2001年9月：第17回 梼原2デイズエンデューロ
2002年7月：第18回 梼原2デイズエンデューロ
2003年9月：第19回 SSER2デイズ クラシック
2004年10月：第20回 SSER2デイズ クラシック
2005年
- 「ツールドブルーアイランド・ラリー」

概要
四国全域を舞台に、約2000kmの行程を7日間で走破する競技会。コマ地図とよばれる専用地図を用いて決められたコースを走行する。一日あたり1～3箇所のSS（エスエス、スペシャル・ステージの略）で時間計測をおこないその合計タイムの少ない方で順位を決定する。基本的な大会運営及び競技ルールが、他の海外ラリーのそれに準拠しているため、将来海外ラリーへの参加を目指す者や、国内で海外ラリーの雰囲気を楽しみたい者に人気が高い。二輪車のみ参加可能。
開催履歴
1989年4月：第1回 日石ツールドブルーアイランド　 7日間
1990年5月：第2回 日石ツールドブルーアイランド　 7日間
1991年5月：第3回 日石ツールドブルーアイランド　 7日間
1992年5月：第4回 日石ツールドブルーアイランド　 7日間
1993年5月：第5回 日石ツールドブルーアイランド　 7日間
1994年5月：第6回 日石ツールドブルーアイランド　 7日間
1995年5月：第7回 日石ツールドブルーアイランド　 7日間
1996年5月：第8回 日石ツールドブルーアイランド　 7日間
1997年5月：第9回 日石ツールドブルーアイランド　 7日間
1998年5月：第10回 日石ツールドブルーアイランド　 7日間
1999年5月：第11回 日石三菱ツールドブルーアイランド　 7日間
2000年5月：第12回 日石三菱ツールドブルーアイランド　 7日間
2001年5月：第13回 日石三菱ツールドブルーアイランド　 7日間
2005年5月：第14回 ツールドブルーアイランド　　  6日間
2006年5月：第15回 ツールドブルーアイランド　　  7日間
2007年5月：第16回 ツールドブルーアイランド2007  7日間
2008年5月：第17回 ツールドブルーアイランド2008  7日間
本シリーズは、2001年大会をもって、いったん終了したが、2005年大会より復活されている。また、数日間に渡るTBIを2日間に短縮にしたTBI 2Daysも開催されている。
- 「SSERグループ-N」

概要
「四国スーパーエンデューロラリー」の入門者版。ルート設定やコースの難易度を「四国スーパーエンデューロラリー」よりも易しくしたもの。二輪初心者や女性参加者に人気が高い。ただし、それなりの厳しさや緊張感は味わえる設定となっている。二輪のみ参加可能。
開催履歴
1990年10月：第1回SSER グループ－N 　 2日間
1991年10月：第2回SSER グループ－N 　 2日間
1992年11月：第3回SSER グループ－N  　2日間
1993年10月：第4回SSER グループ－N 　 2日間
1994年10月：第5回SSER グループ－N 　 2日間
1995年11月：第6回SSER グループ－N 　 2日間
1996年11月：第7回SSER グループ－N 　 2日間
1997年11月：第8回SSER グループ－N 　 2日間
1998年11月：第9回SSER グループ－N
1999年11月：第10回SSER グループ－N
2000年11月：第11回SSER グループ－N
2001年11月：第12回SSER グループ－N
2002年11月：第13回SSER グループ－N
2003年11月：第14回SSER グループ－N
2004年11月：第15回SSER グループ－N
2005年11月：第16回SSER グループ－N
- 「ラリーレイド・モンゴル」→「ラリー・モンゴリア」

概要
7、8月のいずれかにモンゴル国内を8～11日間にわたって約4000～5000kmを走破する、クロス・カントリー・レイド（ラリー）競技会である。ゴビ砂漠やアルタイ山脈、大草原を舞台にルートのほとんどがSSであるという事もあって人気が高い。二輪・四輪・プロトタイプ車両の参加が可能。
開催履歴
1995年7月：第1回 日石ラリーレイドモンゴル　 10日間
1996年8月：第2回 ラリーレイドモンゴル　 10日間
1997年7月：第3回 ラリーレイドモンゴル　 11日間
1998年7月：第4回 ラリーレイドモンゴル　 10日間
1999年8月：第5回 ラリーレイドモンゴル　 8日間
2000年8月：第6回 ラリーレイドモンゴル 　8日間
2001年8月：第7回 ラリーレイドモンゴル　 8日間
2002年8月：第8回 ラリーレイドモンゴル　 8日間
2008年8月：ラリー・モンゴリア2008 8日間
2009年8月：ラリー・モンゴリア2009 7日間
- 「北京・ウランバートル・ラリー」

概要
2005年より開催。2002年で幕を閉じたラリーレイド・モンゴルに続く国際ラリーとして開催。中国の首都北京をスタートし、国境を越えてモンゴルの首都ウランバートルに至る。複数国を通過する事から、クロス・カントリー・マラソン・レイドにカテゴライズされる。二輪・四輪が参加可能。略称「BTOU」。
開催履歴
2005年8月：第1回 ベイジン・ウランバートル・ラリー
2006年8月：第2回 ベイジン・ウランバートル・ラリー
- 「ツール・ド・ニッポン」

概要
四国を舞台に開催していたツールドブルーアイランド・ラリーを全国規模に拡大したもの九州・薩南をスタートにし、北海道をゴールにおこなわれる。一般公道を使用し随所で公道を一時閉鎖してタイム計測をする。基本的にその合計タイムの少ない順で順位が決定される。
開催履歴
2002年5月：第1回 ツールドニッポン　7日間
2003年5月：第2回 ツールドニッポン南西日本ステージ　 7 日間
2003年7月：第2回 ツールドニッポン東北日本ステージ　 7 日間
2004年5月：第3回 ツールドニッポン 10日間
- 「その他の主催大会」

ツーリング－ TBI（1993年～1994年に開催）
ミシュラン・ナビゲーション TBI（1997年に開催）
SSER スーパー N（1998年から開催）
SSER スーパー N ラリークロス
ガストン・ライエ・ミーティング（1999年～2005年に開催）
ラリー・ガストン・ライエ・クラシック（1999年～2004年に開催）
モンゴル・アドベンチャー・ツアー（2003年に開催）

### 主な参加競技会
1988年1月：第10回 パリ・アルジェ・ダカール（パリ・ダカール・ラリー）
1990年1月：第12回 パリ・トリポリ・ダカール（パリ・ダカール・ラリー）
1990年8月：第6回 オーストラリアン・サファリ
1991年1月：第13回 パリ・ダカール（パリ・ダカール・ラリー）
1991年8月：第7回 オーストラリアン・サファリ
1992年1月：第14回 パリ・ルカップ（パリ・ダカール・ラリー）
1992年8月：第8回 オーストラリアン・サファリ
1992年9月：第1回 パリ・モスクワ・北京・ラリー
1998年1月：第20回 パリ・グラナダ・ダカール（パリ・ダカール・ラリー）
1999年1月：第21回 グラナダ・ダカール（パリ・ダカール・ラリー）
2002年1月：第24回 アラス・マドリード・ダカール（ダカール・ラリー）　　